# Dimitrie Brătianu
Dimitrie Brătianu (ur. 1818, zm. 1892) – rumuński polityk, był premierem Rumunii przez krótki czas w 1881 roku (od 22 kwietnia do 21 czerwca).